# Гіллсборо (Огайо)
Гіллсборо (англ. Hillsboro) — місто (англ. city) в США, в окрузі Гайленд штату Огайо. Населення — 6481 особа (2020).

## Географія
Гіллсборо розташоване за координатами 39°12′45″ пн. ш. 83°36′41″ зх. д. / 39.21250° пн. ш. 83.61139° зх. д. (39.212433, -83.611267).  За даними Бюро перепису населення США в 2010 році місто мало площу 14,06 км², уся площа — суходіл.

## Демографія
Згідно з переписом 2010 року, у місті мешкало 6605 осіб у 2755 домогосподарствах у складі 1612 родин. Густота населення становила 470 осіб/км².  Було 3181 помешкання (226/км²).
Расовий склад населення:
| - 90,0 % — білих - 5,8 % — чорних або афроамериканців - 0,8 % — азіатів - 0,3 % — корінних американців |

До двох чи більше рас належало 2,9 %. Частка іспаномовних становила 1,3 % від усіх жителів.
За віковим діапазоном населення розподілялося таким чином: 24,3 % — особи молодші 18 років, 55,6 % — особи у віці 18—64 років, 20,1 % — особи у віці 65 років та старші. Медіана віку мешканця становила 38,7 року. На 100 осіб жіночої статі у місті припадало 81,6 чоловіків;  на 100 жінок у віці від 18 років та старших — 75,6 чоловіків також старших 18 років.
Середній дохід на одне домашнє господарство  становив 39 855 доларів США (медіана — 31 492), а середній дохід на одну сім'ю — 48 291 долар (медіана — 40 391). Медіана доходів становила 36 417 доларів для чоловіків та 27 222 долари для жінок. За межею бідності перебувало 29,1 % осіб, у тому числі 35,3 % дітей у віці до 18 років та 15,9 % осіб у віці 65 років та старших.
Цивільне працевлаштоване населення становило 2320 осіб. Основні галузі зайнятості: освіта, охорона здоров'я та соціальна допомога — 22,5 %, виробництво — 16,0 %, роздрібна торгівля — 15,7 %.